# Albin Hallbäck
Albin Hallbäck (* 6. April 1902; † 18. Dezember 1962) war ein schwedischer Fußballspieler. In vier Länderspielen für die schwedische Nationalmannschaft erzielte der Stürmer zehn Tore.

## Sportlicher Werdegang
Hallbäck spielte ab 1917 zunächst für den im selben Jahr gegründeten Malmö BI, ob er Gründungsmitglied war, gibt die Quellenlage derzeit nicht her. Für den Klub spielte er ab 1924 bei der Einführung der Allsvenskan und damit einhergehend einem landesweiten neuen Ligasystem in der zweithöchsten Spielklasse. Im Juni 1926 kam der Zweitligastürmer zu seinem Debüt in der Nationalmannschaft, beim 3:3-Unentschieden im Freundschaftsspiel gegen die Nationalmannschaft des Deutschen Reichs im Nürnberger Sportpark Zerzabelshof erzielte er zwei Tore. Dennoch dauerte es fast ein Jahr bis zu seinem zweiten Länderspieleinsatz, der ihm jedoch einen Eintrag in die Geschichtsbücher brachte: beim 12:0-Sieg am 29. Mai 1927 über die lettische Nationalauswahl erzielte er sechs Tore. Dieser Erfolg ist einerseits bis heute der höchste Länderspielsieg der Blågult, andererseits war er damit erfolgreichster Länderspieltorschütze innerhalb eines Spiels. Es folgten in den anschließenden drei Wochen für ihn noch zwei Einsätze gegen Finnland, bei dem er zum 6:2-Erfolg zwei Tore beisteuerte, sowie gegen Dänemark, wo er beim 0:0-Remis wie alle anderen Spieler torlos blieb.
Im Anschluss an die Länderspiele wechselte Hallbäck zum Lokalkonkurrenten IFK Malmö, der ihn bereits vorher für eine Deutschlandtour – dabei hatte er in fünf Spielen zwei Tore erzielt – ausgeliehen hatte. Am Saisonende gewann er mit dem Klub die zweitklassige Sydsvenska Serien und qualifizierte sich somit für die Aufstiegsspiele zur Allsvenskan, wo man auf Redbergslids IK traf. Nachdem bei de Mannschaften jeweils ihr Heimspiel gewonnen hatten, kam es zum notwendigen Entscheidungsspiel auf neutralem Platz. In Stockholm gewannen die Malmöer mit 3:1, mit den beiden letzten Treffern für seinen Klub trug Hallbäck entscheidend zum Wiederaufstieg bei. Bis zum abermaligen Abstieg 1932 lief er in 74 Erstligaspielen für den Klub auf und erzielte dabei 30 Tore in der Allsvenskan. Insgesamt hatte er in 88 Ligaspielen 49 Tore für den Klub erzielt.